# Rostoci, Arad
Rostoci este un sat în comuna Pleșcuța din județul Arad, Crișana, România.

## Vezi și
- Biserica de lemn din Rostoci